# Moana (Neuseeland)
Moana ist ein Dorf im Grey District der Region West Coast auf der Südinsel von Neuseeland.

## Namensherkunft
Der Lake Brunner / Moana, an dem das Dorf liegt, wird von den Māori Moana genannt. Der Name stellt eine Verkürzung des Namens Moana Kotuku dar, was übersetzt „See des weißen Reiher“ bedeutet.

## Geographie
Das Dorf liegt rund 24 km südöstlich von Greymouth in der Malloy Bay am Nordufer des Lake Brunner. Direkt westlich des Dorfes befindet sich der Abflusses des Sees in den Arnold River.

## Bevölkerung
Zum Zensus des Jahres 2013 zählte der Ort 270 Einwohner, 3,4 % mehr als zur Volkszählung im Jahr 2006.

## Infrastruktur

### Straßenverkehr
Rund 22 Straßenkilometer nordwestlich findet Moana den Anschluss an den New Zealand State Highway 7, der dem Dorf Zugang zu nächstgrößeren Stadt Greymouth an der Westküste bietet.

### Schienenverkehr
Zwischen dem Dorf und dem Ufer des Lake Brunner führt die Midland Line von Christchurch nach Greymouth. Der Touristenzug TranzAlpine stoppt hier zweimal täglich, einmal auf der Hin- und einmal auf der Rückfahrt, außerdem wird die Strecke für den Güterverkehr genutzt.

### Bildungswesen
Die Lake Brunner School ist eine koedukative Grundschule für die 1. bis 8. Klasse mit einem Decile rating von 7 und 45 Schülern im Jahr 2015. Eine zweite Schule, die Rotomanu School, schloss 2005 und fusionierte mit der Lake Brunner School.

## Tourismus
Touristisch bietet das Dorf Wassersport auf dem Lake Brunner.